# سلور الدانوب
سِلَّور الدَّانوب أو الجِرِيّ أو الجِرِّيّ أو الجِرّيث أو سِلَّور الفرات أو سمك القرموط هي سمكة قرموط كبيرة الحجم توجد في مناطق شاسعة في وسط أوروبا وجنوبها وشرقها، وبالقرب من بحر البلطيق وبحر قزوين. إنها سمكة بدون حراشف تعيش في المياه العذبة وماء المسوس وتتميز برأسها العريضة والمسطحة وفمها الكبير. ويعيش سلور الدانوب ثلاثين عامًا على الأقل ويتمتع بحاسة سمع جيدة جدًا.
تتغذى سلور الدانوب على الديدان المقسمة وبطنيات القدم والحشرات والقشريات والأسماك، بما فيها أسماك قراميط أخرى؛ كما تتغذى الأسماك الأكبر حجمًا على الضفادع والفئران والجرذان والطيور المائية، مثل البط. وتوجد سلور الدانوب بدءًا من المملكة المتحدة وصولاً إلى الشرق في كازاخستان والجنوب في جمهورية مقدونيا اليوغوسلافية السابقة.

## طريقة العيش
تعيش سلور الدانوب في البحيرات الكبيرة والدافئة والأنهار العميقة وبطيئة التدفق. وتفضل البقاء في أماكن محمية، مثل الحُفر في قاع النهر والأشجار المغمورة، وغيرها. وتلتهم غذاءها في المياه المفتوحة أو في القاع؛ حيث يمكن التعرف عليها من فمها الكبير. وتتم تربية سلور الدانوب في برك الأسماك كـ أسماك صالحة للأكل.

## الخصائص الفيزيائية
يحتوي فم سلور الدانوب على صفوف مكونة من العديد من الأسنان الصغيرة وحساسين طويلين على الفك العلوي وأربعة حساسات أقصر على الفك السفلي. وتمتلك زعنفة شرجية طويلة تمتد إلى الزعنفة الذيلية وزعنفة ظهرية صغيرة حادة توجد بالقرب من مقدمة جسمها تقريبًا. وتستخدم زعانفها الصدرية الحادة في أسر الفريسة. وبوجود هذه الزعانف، فإنها تخلق دوامة لإرباك ضحيتها التي تقوم بعد ذلك ببساطة بابتلاعها في حلقها الضخم. وتتميز بجلد أخضر-بني زلق للغاية. ولون بطنها أصفر باهت أو أبيض. ويختلف اللون باختلاف البيئة التي تعيش فيها. فالعيش في المياه الصافية سيمنح السمكة لونًا أسود، بينما سيؤدي العيش في المياه العكرة إلى إنتاج أنواع مسمرة. ولا يرتبط وزن وطول السمكة ارتباطًا خطيًا، كما يعتمد أيضًا على الموسم.
تنتج أنثى السمكة حوالي 30000 بيضة لكل كيلو جرام من وزن جسمها. ويقوم الذكر بحراسة العش حتى يفقس البيض، وهو ما يمكن أن يستغرق من ثلاثة إلى عشرة أيام، حسب درجة حرارة الماء. وإذا انخفض مستوى الماء بشدة أو بسرعة كبيرة، فقد لوحظ أن الذكر يقوم برش البيض بذيله العضلي حتى يظل مبللاً بالماء.[بحاجة لمصدر]

### الحجم

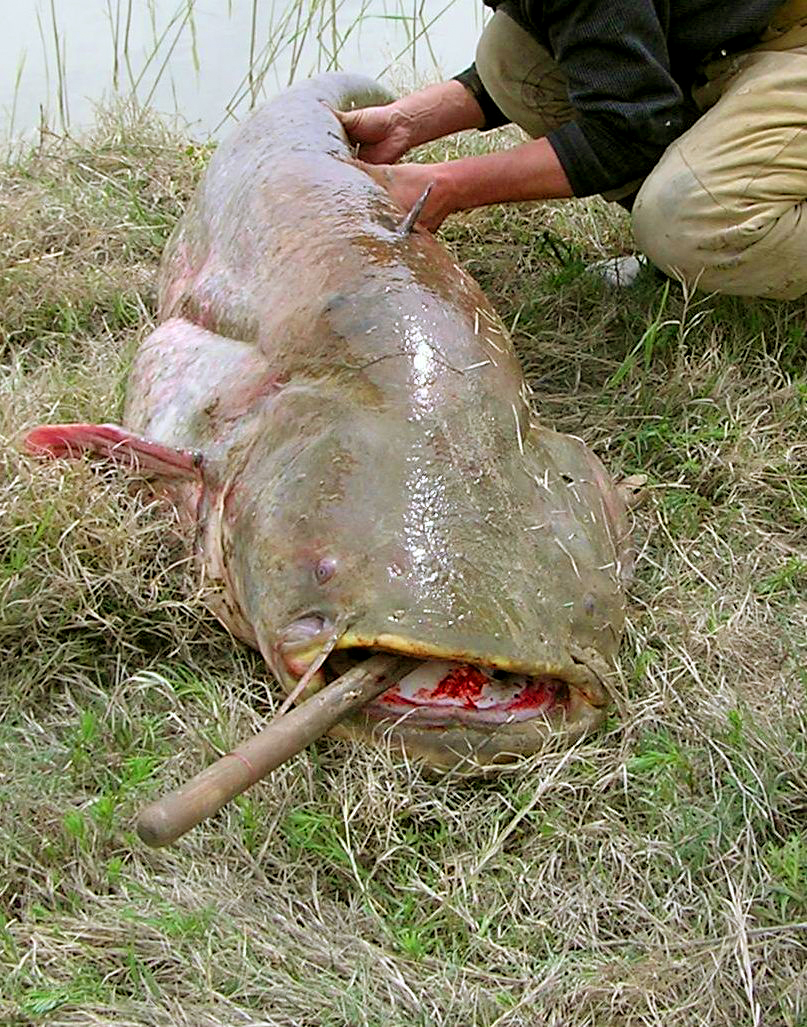
سلور الدانوب (Silurus glanis). نهر سير داريا في كازاخستان، منطقة بايكونور.

مع احتمال بلوغ إجمالي طول السمكة 3 م (9.8 قدم) وزيادة أقصى وزن لها عن 150 كـغ (330 رطل)، فإنها ثاني أكبر سمكة مياه عذبة في منطقتها بعد سمكة الحفش بيلوغا. ومع ذلك، فإن مثل هذه الأطوال نادرة للغاية ولم يتم التمكن من إثباتها خلال القرن الماضي، ولكن يوجد تقرير موثوق إلى حدٍ ما من القرن التاسع عشر عن سمكة سلور الدانوب بهذا الحجم. ويستشهد كتاب الحياة الحيوانية لبريمش (Brehms Tierleben) بالتقاير القديمة لهيكل (Heckl) وكنير (Kner) من نهر الدانوب عن أنواع يبلغ طولها 3 م (9.8 قدم) ووزنها 200–250 كـغ (440–550 رطل)، بالإضافة إلى تقرير فوجت (Vogt) الصادر عام 1894 عن نوع تم اصطياده في بحيرة بيل وبلغ طوله 2.2 م (7 قدم 3 بوصة) ووزنه 68 كـغ (150 رطل). وفي عام 1856، كتب كيه تي كيسلر (K. T. Kessler) عن أنواع من نهر دنيبر زاد طولها عن 5 م (16 قدم) ووصل وزنها إلى 400 كـغ (880 رطل). ولكن لا يمكن إثبات صحة هذه التقارير في الوقت الحاضر بسبب غياب الدليل المادي. وهناك نقطة أخرى تجعل هذه البيانات غير موثوقة؛ ألا وهو نسبة الطول للوزن غير الطبيعية، وهي صفة تقليدية في قصص السمكة العملاقة. فإذا بلغ طول سلور الدانوب 3 م (9.8 قدم)، فسيكون وزنه أقل بكثير، حوالي 150 كـغ (330 رطل)، في حين أن النوع الخيالي الذي يبلغ طوله 5 م (16 قدم) سيكون وزنه نظريًا حوالي 700 كـغ (1,500 رطل) أو أكثر.
يصل طول معظم سلور الدانوب حوالي 1.3–1.6 م (4 قدم 3 بوصة–5 قدم 3 بوصة) فقط؛ والأسماك الأطول من 2 م (6 قدم 7 بوصة) تكون عادةً نادرة للغاية. وعندما يكون طولها 1.5 م (4 قدم 11 بوصة)، قد يكون وزنها 15–20 كيلوغرام (33–44 رطل)، وعندما يكون طولها 2.2 م (7 قدم 3 بوصة)، يكون وزنها 65 كيلوغرام (143 رطل).
وفي ظل الظروف المعيشية الجيدة بشكل استثنائي فقط، يمكن أن تبلغ أطوال سلور الدانوب أكثر من 2 م (6 قدم 7 بوصة)، كما هو الحال مع سلور الدانوب القياسي في منطقة كايبنجن (بالقرب من روتنبرغ، في ألمانيا) الذي بلغ طوله 2.49 م (8 قدم 2 بوصة) ووزنه 89 كيلوغرام (196 رطل). وقد تجاوز هذا القرموط العملاق بعض الأنواع الأكبر من بولندا وأوكرانيا وفرنسا وإسبانيا (في نهر إبره) وإيطاليا (في نهر بو ونهر أرنو) واليونان؛ حيث تم إطلاق سراح هذه السمكة في المياه منذ بضع عقود. وتنمو سلور الدانوب اليونانية بفضل المناخ المعتدل وغياب المنافسة والموارد الغذائية الجيدة. وكان أكبر وزن دقيق هو 144 كـغ (317 رطل) لسمكة بلغ طولها 2.78 م (9 قدم 1 بوصة) من دلتا نهر بو في إيطاليا. جدير بالذكر أن التقارير الأخرى المتعلقة بأسماك ويلز الأكبر حجمًا (حوالي 5 م (16 قدم) أو أكثر) بعيدة الاحتمال وغالبًا ما يُنظر إليها على أنها قصص السمكة العملاقة التقليدية أو في بعض الأحيان أخطاء في تعريف سمكة الحفش النادرة حاليًا.
ترددت إشاعات عن قيام الأنواع الكبيرة على نحو استثنائي بمهاجمة البشر في حالات نادرة، وهو ادعاء حقق فيه الصياد المغامر جيريمي وايد (Jeremy Wade) في إحدى حلقات مسلسله التليفزيوني وحوش النهر (River Monsters) الذي يُعرض على قناة أنيمال بلانيت (Animal Planet). وقد ذكر تقرير نُشر في الصحيفة النمساوية دير ستاندرد (Der Standard) بتاريخ 5 أغسطس 2009 أن سلور الدانوب قام بسحب صياد سمك بالقرب من مدينة جيور في المجر، تحت الماء من قدمه اليمنى بعدما حاول الصياد الإمساك بالسمكة. واستطاع الرجل بالكاد أن ينجو بحياته من السمكة، والتي يرجح أن وزنها زاد عن 100 كـغ (220 رطل)، وذلك حسبما ذكر الصياد.

## البيئة
توجد مخاوف من التأثير البيئي لإدخال سلور الدانوب إلى مناطق غير موطنها الأصلي. وتضع هذه المخاوف في الاعتبار الحالة التي وقعت في بحيرة فيكتوريا في أفريقيا، حيث تم إدخال أسماك البياض النيلي (المتوفرة في المتاجر باسم بياض بحيرة فيكتوريا (Lake Victoria perch)) وتسببت بسرعة في انقراض العديد من الكائنات المحلية. وقد أثر هذا بشدة على البحيرة بأكملها؛ متسببًا في تدمير النظام البيئي الأصلي إلى حدٍ ما. ويشكل إدخال أنواع غريبة دائمًا تقريبًا عبئًا على النظام البيئي المتأثر. وتبع إدخال سلور الدانوب حدوث انخفاض واضح وسريع في أعداد الأسماك الأخرى. وقد استطاعت منذ إدخالها في خزان ميكينينثا في عام 1974 أن تنتشر في أجزاء أخرى من حوض إِبْرُه على نهر إبره وروافده، وخصوصًا نهر سيجري. وهناك بعض الأنواع المستوطنة من أسماك البني الإيبيرية، جنس البني من عائلة الشبوطيات، التي كانت وفيرة في وقت ما في نهر إِبْرُه، ولكن تسببت المنافسة مع سلور الدانوب وافتراسها لها في اختفائها من القناة الوسطى لـ نهر إبره تمامًا حوالي عام 1990. وتشهد بيئة النهر الآن زيادة كبيرة في كمية النباتات المائية والأعشاب البحرية والطحالب. ولم تتأثر أسماك البني من رافدة المجرى الجبلي لنهر إِبْرُه الذي استوطنته سلور الدانوب.

## تغذي الإنسان على سلور الدانوب
يحتوي لحم الأسماك الصغيرة من سلور الدانوب فقط على قيمة غذائية كطعام. ويكون لذيذ المذاق عندما تزن سمكة القرموط أقل من 15 كيلو جرامًا (33 رطلاً). ولكن إذا زاد حجم السمكة عن ذلك، فإنها تكون دهنية للغاية ولا يُنصح بتناولها. بالإضافة إلى أن بيضها مسمم ولا ينبغي تناوله.

## الأنواع ذات الصلة
- قرموط أرسطو (Silurus aristotelis) من اليونان، وهو النوع الآخر الوحيد من القراميط الأوروبية المحلية إلى جانب سلور الدانوب Silurus glanis.
- قرموط آمور (Silurus asotus)، تم إدخاله إلى الأنهار الأوروبية
- قد الأنهار البني (Ameiurus nebulosus)
- سمكة الميكونغ العملاقة على الامتدادات السفلى لنهر ميكونغ